# 16223 Racheljoseph
A 16223 Racheljoseph (ideiglenes jelöléssel (16223) 2000 DR69) a Naprendszer kisbolygóövében található aszteroida. A LINEAR projekt keretében fedezték fel 2000. február 29-én.